# 妙妙圈

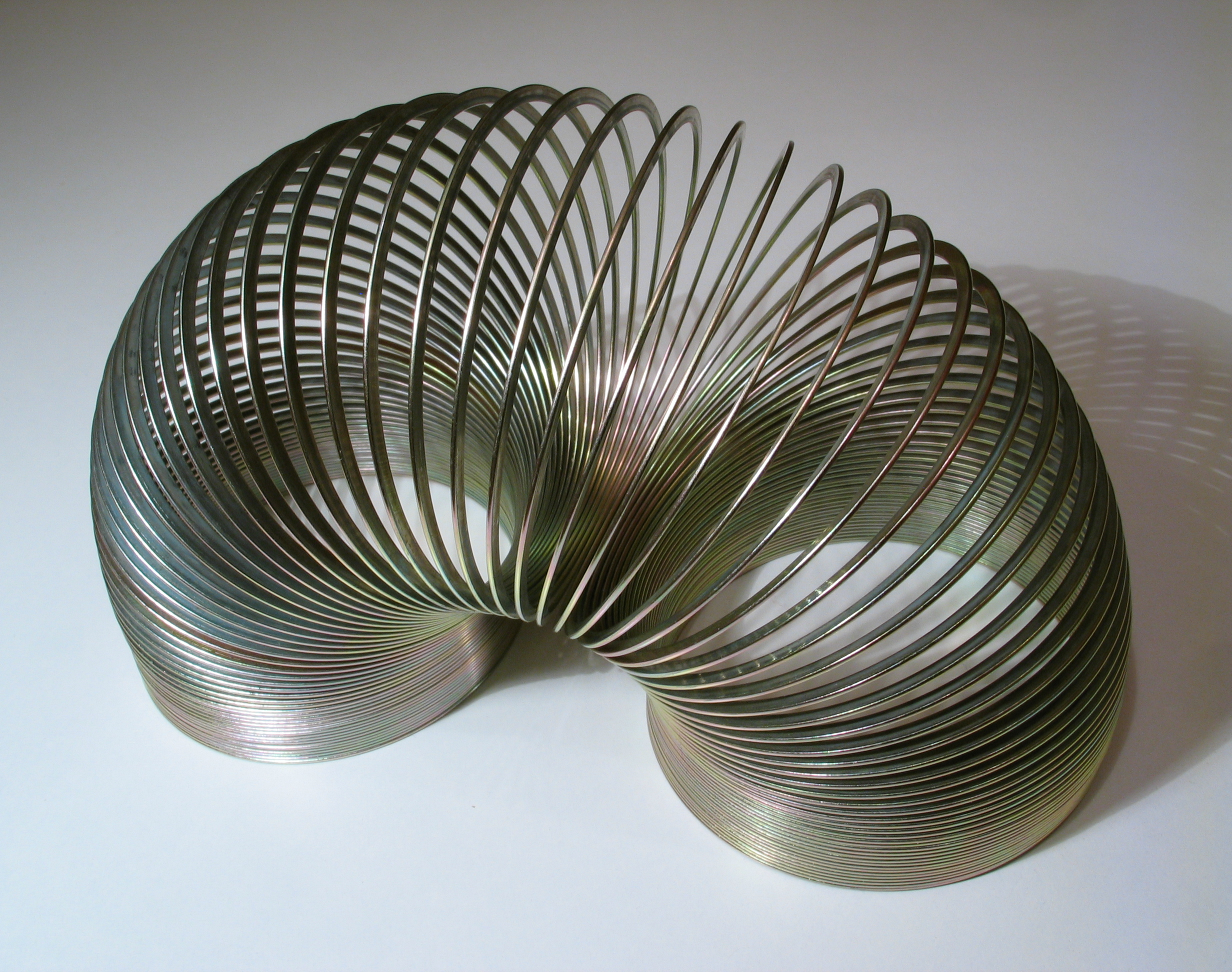

妙妙圈（Slinky）是一種螺旋弹簧的玩具，由Richard T. James和他太太Betty James在1940年代所發明。妙妙圈平常的外形是完全壓縮的弹簧，伸展時可以看出其彈性，但受壓縮時是沒有彈性的。
妙妙圈有許多的玩法，包括從許多階梯的樓梯「下樓梯」（伸展並且彎曲，一側到達下一階樓梯，因著重力或是慣量而恢復原來受壓縮的形狀。這些有趣的特點讓妙妙圈在美國很受歡迎，各國的許多玩具中也有類似的壓縮彈簧構造。

## 歷史
妙妙圈是由美國航海工程師Richard T. James在1943年發明，在1945年11月在費城的Gimbels商店展示。
妙妙圈原來定價美金1元，但因為費城彈簧鋼的價格上漲，許多人所支付的金錢比原始定價要高很多。不過Betty James很在意不太富有的人是否有錢可以買此玩具，因此在歷史上妙妙圈的價格一直維持在一個合理的程度。妙妙圈除了可以當玩具外，也用來做課堂的教具：可以攜帶且可以伸縮的戰時無線電天線（特別在越戰時）。妙妙圈在2000年獲選進入位在紐約羅徹斯特The Strong的美國玩具名人堂。2003年時列在美國玩具協會的世紀玩具列表中。妙妙圈問世的六十年內，共販售了約三億個妙妙圈。

## 外部連結
- 官方网站
- Veritasium（页面存档备份，存于） - levitation phenomenon and popular culture
- University of Sydney（页面存档备份，存于） - home institution of slinky physics researchers